# アクトロイド

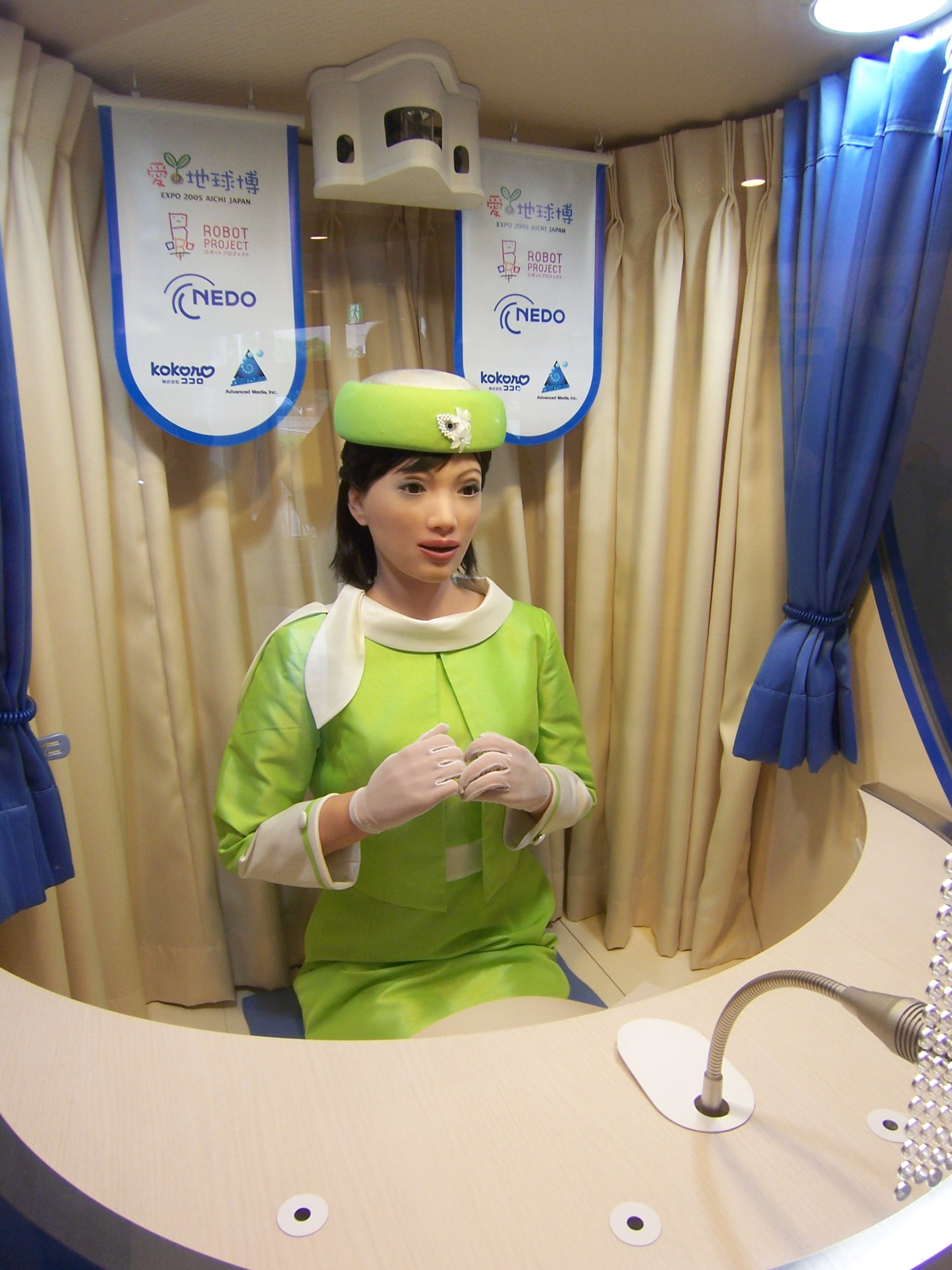
愛・地球博で案内ロボットを務めるアクトロイド

アクトロイド (Actroid) は、高度に写実的な人間らしさを備えている人間型ロボットの商品名である。株式会社ココロが開発した。
同社はサンリオのアニマトロニクス部門であり、「動刻」という大型フィギュアに動作をさせる技術を使用し、恐竜などのアミューズメント向け展示物を製作する会社で、その技術を活かし外見や動作を似せたロボットの開発を行い、2003年に日本の東京ビッグサイトでの「2003国際ロボット展」で初めて公開された。現在までにいくつかの異なるバージョンの製品が生産されているが、多くの場合ロボットの見た目は日本人の平均的な若い女性をモデルにしており、リアルさを表現するため肌は特殊なシリコン製でつくられている。
アクトロイドはSF作品に登場するアンドロイドやガイノイドに近い現実の機械としての先進的な実例で、瞬きする、話す、呼吸にともなう胸部の動きといった人の挙動を模倣させることが出来るが、現状では簡単な機械仕掛けのマネキンの域をまだ出ていない（ある程度同等の能力を持った子供向け玩具もすでに存在する）。
なお、アクトロイドという名前は、さまざまな役柄を演じるというコンセプトから、actor（俳優）とアンドロイド（android）を合成した造語であり、ココロの登録商標である。ココロが開発したアンドロイドには、他に研究用のリプリーがあるが、これらもアクトロイドとして扱われることがある。

## 技術
可動部（おもに上半身にあり、初期モデルは42ヵ所。最新型は55ヵ所）に取り付けられた空気のアクチュエータと、皮膚の下に張り巡らされた内部センサーによる触覚システムとの連携により、外部からのさまざまな接触に対し自然な様子で反応を返すことが可能である。平手打ちや殴るといった煩わしい動きに反応したり受け流すのに十分な速さを備えている。「触られる・叩かれる・撫でられる」などに対しそれぞれ別の反応を示すことが可能で、手に触れると払いのけるなど人らしい自然な動きを再現している。
前述の人間らしい動きの模倣（姿勢の変化、頭や目の動き、胸で呼吸する様子）のほか、身体の要所に反射点がついた服を着用し向かい合わせに立った人の簡単な動作（手を振る、顔を動かす、お辞儀など）を視覚のシステムで反射点を追い、関節の動きを計算し、追従させることが可能で、動作を記憶し再現することもできる。
ロボットのサーボ機構を動かしている圧縮空気と人工知能を操るほとんどのコンピューターハードウェアはロボットの外部にあり、移動能力が少ないことの要因になっている。ゆえに現状では下半身の動きはごく一部に限られるため、展示されるときは常に着座姿勢か、起立姿勢（後方からの頑丈な支えが必要）である。
原始的なレベルではあるが、対話式のアクトロイドは人との会話が可能で、マイクで捉えた人の声を記録し、背後にある雑音（アクトロイド自身の作動音も含む）を除去、音声認識ソフトによって言語に変換され、人工知能により処理され、対応した言葉による反応を返す仕組みとなっている。また、言葉以外の方法でも、さらなる双方向性も達成していて、人が接近すると床センサーと全方位視覚センサーにより話す人とアイコンタクトを維持することができ、限定的ではあるがボディーランゲージや声の調子に反応して、顔の表情、姿勢、声の抑揚を変えることが出来る。しかし人間に近い骨格が無いなど解剖学を無視した構造のため「不気味の谷現象」が発生している。

## モデル

### アクトロイド-DER
従来品に改良を加え、コストダウンを図ったレンタル専用機。音声対話機能など最先端システム、司会・コンパニオン機能をさらにバージョンアップしイベントPRなどに利用可能なタイプ。脚部は少し開閉ができるのみ。駆動箇所数、48ヵ所。人型部分の身長は170cm程。

### アクトロイド-DER2
さらに小型のシリンダーを使用してことで、前バージョンよりもほっそりボディを実現し、より日本女性らしいプロポーションになった。脚部にもシリコンで皮膚外装を作り、素足を表現。これによってミニスカートなど足を出す衣服もまとえるようになった。右膝を曲げることができる。左足のなかにフレームとエアホースが入っている。音声認識・翻訳機能等はない。駆動箇所数は47ヵ所。人型部分の身長は165cm程。
アメリカの街を回るツアーをおこない、NextFest2006では英語を話し、立っている姿勢で黒いビニールのボディースーツを着ていた。同じ時期に違うアクトロイド-DER2も日本で展示された。

### アクトロイド-DER3
これまで苦手だった下半身の可動域が大幅に拡大され、左足を高く上げることが可能となり、「歌って踊れるアーティスト系」とPRされた。駆動箇所数、55ヵ所。人型部分の身長は180cm程。

### 遠隔操作型アクトロイド-F
従来のACTROIDシリーズと比べ、よりリアルな表情の再現を可能にしながらも、コストダウンと軽量化を実現。また、外付けしていたエアサーボバルブや制御機器一式がすべて本体内に収まった。外部との配線の必要がなくなったことにより、使用シーンに応じてソファや事務椅子などに座らせることが可能となった。

## 商業的な活用
ココロのウェブサイトのギャラリーにあるポスターによると、メイドカフェ、バー、案内所、オフィスビル、美術館、"古風な館"の様々な顧客がアクトロイドを借りることが出来て、あらゆる状況で顧客を歓迎し案内させることが出来るとしている。ココロは会社が実際にアクトロイドを借りたという情報は、あるとしても正式には公表していない。
同じポスターはまた、大使、精神的リーダー、看護士としてアクトロイドを使うことを提案している。これらの応用についてのもっと詳しい情報は提供されていないが、看護業務の提案では明らかにアクトロイドが患者に質問している写真が一緒になっている。おそらくまだ質問する以外は機能出来ないが、想像できるのは、スタッフが不足していて、長い待ち時間がありプログラミングがうまくされている状況の有用性は期待できそうである。しかし顧客が全く存在しないため情報は何も提供されておらず、実際の会話の例も示されていない（ネットで紹介されている唯一の会話の例は万博からの簡単なものである）。レンタル代は5日間で日本円で400,000円とある。

## アクトロイド、リプリー年表
| 時期        | 成果 |
| ----------- | --- |
| 2003年 11月 | リプリーQ1が国際ロボット展で発表される。 |
| 2004年 1月  | リプリーQ1モデルが大阪大学で開発される。 |
| 2004年 12月 | リプリーQ1エキスポが2005年万博用に開発される。 |
| 2005年 3月  | 「愛・地球博」での「NEDO」による実証実験｢次世代ロボット実用化プロジェクト｣において、接客ロボット｢アクトロイド｣（万博モデル）が参加。音声認識のベンチャー企業「（株）アドバンスト・メディア」が音声認識と音声合成を担当。3体が各ゲートにて接客案内をおこない、1体が司会者としてロボットステーションでのショーの進行をおこなった。 |
| 2005年 6月  | アクトロイドDER(Dramatic Entertainment Robot)レンタル専用モデルが発表される。 |
| 2005年 7月  | 石黒の研究チームがリプリーQ2を大阪大学で開発する。 |
| 2006年 7月  | ジェミノイドHI-1（ 成人男性型（遠隔操作））が石黒浩バージョンにより製作される。 |
| 2006年 10月 | アクトロイドDER2ユニット、レンタル専用モデルが発表される。 |
| 2008年 6月  | KINCHO「プレシャワーUV」CM アクトロイドDER2出演。 |
| 2008年 11月 | アクトロイドDER3、レンタル専用モデルが「石川県中小企業技術展」で発表される。 |
| 2010年 4月  | アクトロイド-エフ(ACTROID-F)が発表される。 |
| 2010年 6月  | KINCHO プレシャワーCM｢ベンチの二人編」にアクトロイドEXPO サラ出演 |